# Mont Macaulay
El Mont Macaulay (en anglès Mount Macaulay), amb els seus 4.680 msnm, és un dels principals cims de les Muntanyes Saint Elias. El cim es troba dins la Reserva i Parc Nacional de Kluane, al Yukon, Canadà.